# 王渠则镇
王渠则镇，是中华人民共和国陕西省榆林市靖边县下辖的一个乡镇级行政单位。

## 行政区划
王渠则镇下辖以下地区：
王渠则村、西桥界村、庙界村、代黄口村、闫米坬村、胶泥湾村、长渠沟村、蔡家峁村、新城村、张天赐村、长命山村、吕家口则村、高梁村、韩家沟村、张兴庄村和黑龙沟村。